# Sainte-Croix-du-Verdon
Sainte-Croix-du-Verdon är en kommun i departementet Alpes-de-Haute-Provence i regionen Provence-Alpes-Côte d'Azur i sydöstra Frankrike. Kommunen ligger  i kantonen Riez som ligger i arrondissementet Digne-les-Bains. År 2022 hade Sainte-Croix-du-Verdon 115 invånare.

## Befolkningsutveckling
Antalet invånare i kommunen Sainte-Croix-du-Verdon
Referens: INSEE